# Ambassade de Bulgarie en France
L'ambassade de Bulgarie en France est la représentation diplomatique de la république de Bulgarie auprès de la République française. Elle est située 1 avenue Rapp (ou place de la Résistance) dans le 7e arrondissement de Paris, la capitale du pays. Radka Balabanova Ruleva est ambassadrice extraordinaire et plénipotentiaire depuis le 23 janvier 2024.

## Histoire

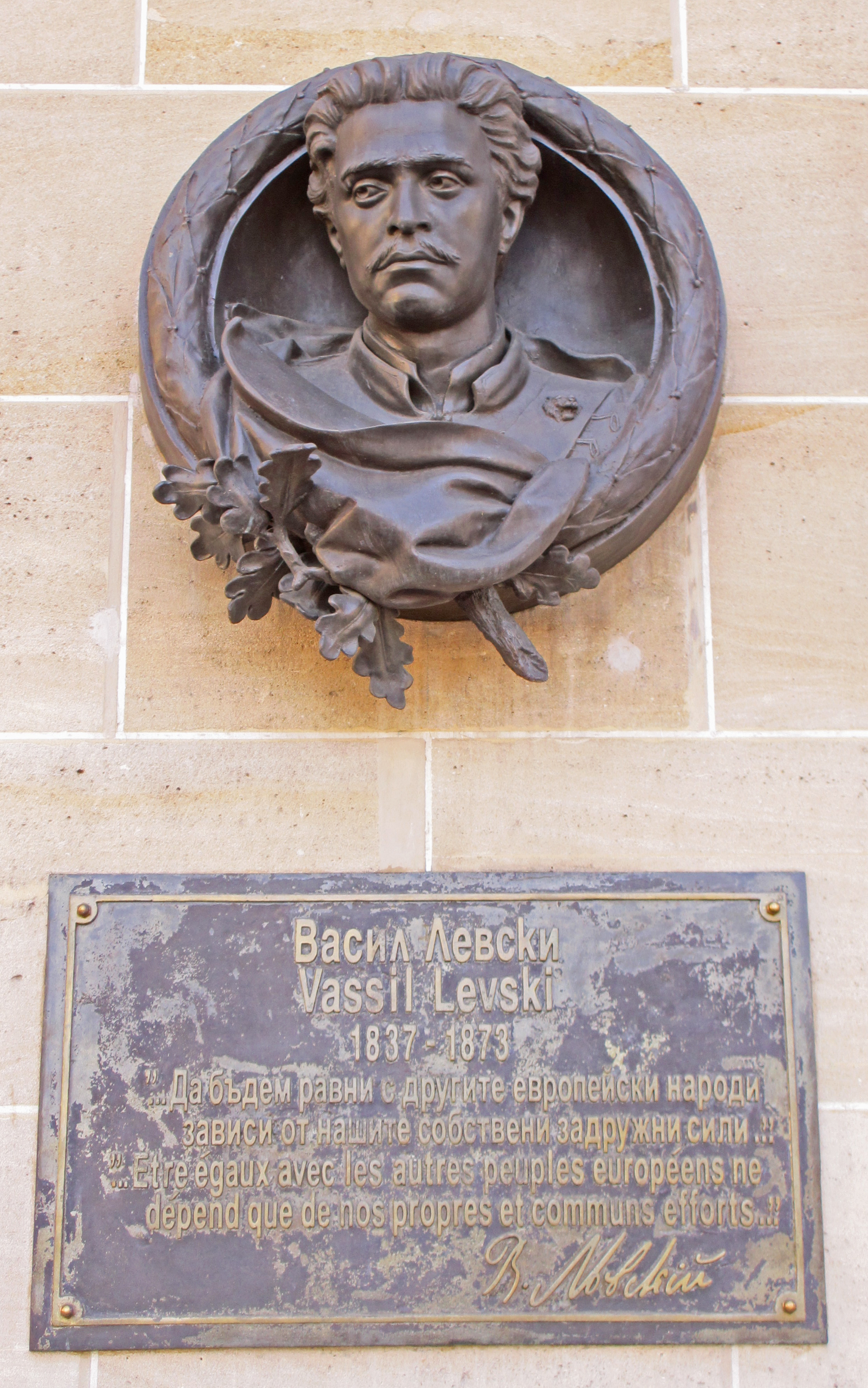
Sculpture et plaque en hommage à Vassil Levski sur la façade de l'ambassade.

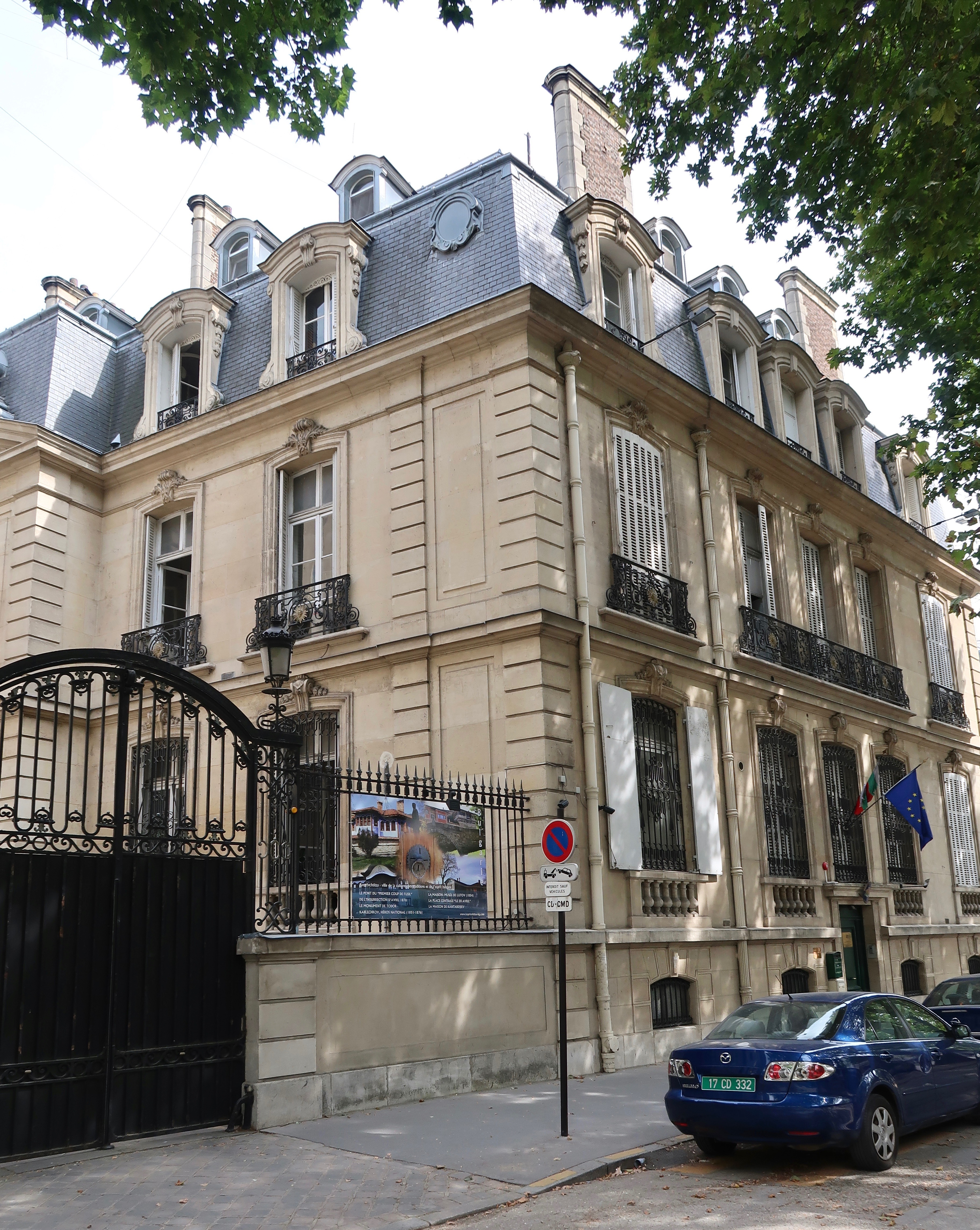
Partie ancienne du bâtiment.

Dans les années 1900, la légation de Bulgarie se trouvait 103 boulevard Haussmann (8e arrondissement).

## Liste des ambassadeurs
| Date de nomination | Date de remise des lettres de créance | Date de remise des lettres de créance | Fin de mission | Diplomate               |
| ------------------ | ------------------------------------- | ------------------------------------- | -------------- | ----------------------- |
| 1989               | 17 janvier 1990                       | [ JORF 1 ]                            | 1997           | Milan Milanov           |
| 1991               | 7 janvier 1992                        | [ JORF 2 ]                            | 1997           | Siméon Anguelov         |
|                    | 10 février 1998                       | [ JORF 3 ]                            | 2001           | Stefan Lubomirov Tafrov |
| 6 juin 2001        | 4 septembre 2001                      | [ JORF 4 ]                            | 2005           | Marin Raïkov            |
|                    | 25 juillet 2005                       | [ JORF 5 ]                            | 2009           | Irina Bokova            |
| août 2010          | 3 décembre 2010                       | [ JORF 6 ]                            | 2013           | Marin Raïkov            |
|                    | 15 novembre 2013                      | [ JORF 7 ]                            | 2020           | Anguel Tcholakov        |
| 2020               | 12 avril 2021                         | [ JORF 8 ]                            | 2023           | Nicolai Milkov          |
| 2024               | 13 décembre 2024                      | [ JORF 9 ]                            | en fonction    | Radka Balabanova Ruleva |